# Mechanik zabiják
Mechanik zabiják (v originále The Mechanic) je americký akční thriller z roku 2011, který režíroval Simon West a ve kterém si zahráli Jason Statham, Ben Foster, Tony Goldwyn a Donald Sutherland. Jedná se o remake stejnojmenného filmu z roku 1972 a jeho hlavním hrdinou je Arthur Bishop (Statham), profesionální zabiják neboli „mechanik“, který se specializuje na to, aby jeho zásahy vypadaly jako nehody, sebevraždy a činy drobných zločinců.
Film byl uveden do kin v USA a Kanadě 28. ledna 2011, kde byl chválen za akční sekvence a Stathamův výkon. V roce 2016 se film dočkal pokračování s názvem Mechanik zabiják: Vzkříšení.

## Děj
Arthur Bishop, nájemný zabiják, zabije kolumbijského drogového bosse u něj doma a poté se vrací do Louisiany, kde se setkává se svým přítelem a mentorem Harrym McKennou.
Jeho zaměstnavatel Dean mu přikáže Harryho zabít kvůli údajnému selhání mise v Jižní Africe. Bishop, ač nerad, Harryho zabije a vše naaranžuje jako přepadení. Na pohřbu potká Harryho syna Steva, kterému později zabrání v impulzivním útoku. Steve požádá Bishopa, aby ho vycvičil.
Steve se má vydávat za majitele čivavy v kavárně, aby získal důvěru nájemného vraha Burkea. Místo plánovaného předávkování se však Steve rozhodne Burkea uškrtit, což se mu podaří jen s obtížemi. Dean není spokojen s Bishopovým zapojením Steva, čímž Bishop porušil pravidla.
Dalším cílem je sektářský vůdce Vaughn. Steve navrhne využít adrenalin, ale přítomnost lékaře s ketaminem plán zhatí. Nakonec ho udusí. Po útěku Bishop potkává nájemného vraha, který měl být mrtvý, a zjistí, že Dean zradil Harryho, aby zakryl vlastní machinace.
Po útoku Deanových mužů, který Bishop odrazí, zjistí, že i Steva chtěli zabít. Steve přežije a najde otcovu zbraň – a pochopí, že Bishop Harryho zabil. Společně Deana zabijí.
Když se zastaví na benzínce, Steve odpálí auto s Bishopem. Poté se vrací do Bishopova domu, kde poruší jeho dvě zásady – pustí si desku a vezme jeho jaguára. V autě najde vzkaz: „Steve, jestli tohle čteš, jsi mrtvý.“ Auto exploduje stejně jako dům, který Bishop předem zaminoval.
Záznamy z kamery ukazují, že Bishop z kamionu před výbuchem unikl a odjel náhradním autem.

## Obsazení
- Jason Statham jako Arthur Bishop
- Ben Foster jako Steve McKenna
- Tony Goldwyn jako Dean Sanderson
- Donald Sutherland jako Harry McKenna
- Jeff Chase jako Burke
- John McConnell jako Andrew Vaughn
- Mini Andén jako Sarah
- Stuart Greer jako Ralph
- Christa Campbell jako Kelly
- Lance E. Nichols jako Henry
- J.D. Evermore jako Gun Runner
- David Leitch jako Sebastian
- Mark Nutter jako John Finch
- Lara Grice jako paní Finchová
- Ada Michelle Loridans jako Finchova dcera
- Katarzyna Wolejnio jako Maria
- James Logan jako Jorge Lara
- Eddie J. Fernandez jako Lařin strážce
- Joshua Bridgewater jako Raymond
- Choop jako pes Arthur

## Příprava a uvedení filmu

### Vývoj
Producenti Irwin Winkler a Robert Chartoff, kteří stáli za filmem z roku 1972, se snažili vytvořit aktualizovanou verzi. Předběžná práva na remake byla prodána v únoru 2009 na Berlínském filmovém festivalu. Časopis Variety uvedl, že scénář napsal Karl Gajdusek. Nicméně, finální scénář je připsán Richardu Wenkovi a Lewisu Johnu Carlinovi (scenáristovi filmu z roku 1972).

### Obsazení
Režisér Simon West a Jason Statham byli oznámeni jako součást projektu o tři měsíce později. Ben Foster a Donald Sutherland byli obsazeni po boku Stathama v říjnu 2009.

### Natáčení
Natáčení začalo v New Orleans v Louisianě 26. října 2009. Natáčecí lokace zahrnovaly St. Tammany Parish, World Trade Center v centru New Orleans a Algiers Seafood Market.

### Soundtrack
Soundtrack k filmu byl vydán 25. ledna 2011 vydavatelstvím MIM Records.

### Vydání
Film byl uveden do kin v USA a Kanadě 28. ledna 2011. Společnost Millennium Films prodala práva na distribuci v USA společnosti CBS Films. Očekávalo se, že film bude úspěšný u mužského publika, protože byl uveden týden před XLV. Super Bowlem. Ve Spojeném království byly práva na distribuci prodána společnosti Lionsgate.

### Zákaz televizní reklamy
V červnu 2011 zakázala britská Advertising Standards Authority vysílání reklamy na film v britské televizi. Zákaz následoval po stížnostech 13 diváků na vysílání reklamy během teenagerského seriálu Glee. V rozhodnutí autorita uvedla, že i když byla reklama vysílána po 21. hodině, je pravděpodobné, že v té době sledovalo Glee velké množství diváků mladších 16 let, a kritizovala "proud násilných obrazů".

### Tržby
Film vydělal 11,4 milionu dolarů během úvodního víkendu v USA a Kanadě. Celkové tržby v Severní Americe dosáhly 29,1 milionu dolarů a v ostatních zemích 47,2 milionu dolarů, což činí celosvětově 76,3 milionu dolarů.

### Reakce kritiků
Film získal smíšené recenze od kritiků. Agregátor recenzí Rotten Tomatoes uděluje filmu hodnocení 54 % na základě 165 recenzí s průměrným hodnocením 5,6/10. Shoda kritiků na webu zní: "Jason Statham a Ben Foster podávají zábavné výkony, ale tento povrchní remake je zrazen neuvěřitelným násilím a klišé akčních thrillerů." Na Metacritic, který přiřazuje vážený průměrný skóre recenzím hlavních kritiků, získal film průměrné skóre 49 ze 100 na základě 35 recenzí, což naznačuje "smíšené nebo průměrné recenze".
Roger Ebert udělil filmu dvě hvězdičky z čtyř:
"Diváci jsou vycvičeni, aby akceptovali hluk a pohyb jako zábavu. Je to uděláno tak dobře, že téměř zapomínáme se zeptat, proč to vůbec bylo uděláno."